# Base ortonormal
En matemàtiques, i concretament en àlgebra lineal, una base ortonormal d'un espai prehilbertià V de dimensió finita és una base de V, els vectors de la qual són ortonormals. Per exemple, la base canònica d'un espai euclidià ℝn és una base ortonormal, amb el producte intern habitual per vectors. La imatge de la base canònica per una rotació o per una reflexió (o, en general, per qualsevol transformació ortogonal) també és ortonormal, i qualsevol base ortonormal per ℝn es pot construir d'aquesta forma.
Per a un espai prehilbertià en general V, es pot usar una base ortonormal per definir coordenades ortogonals normalitzades sobre V. En aquestes coordenades, el producte intern esdevé el producte de vectors. Així, la presència d'una base ortonormal redueix l'estudi d'un espai prehilbertià de dimensió finita a l'estudi de ℝn amb el producte habitual. Tot espai prehilbertià de dimensió finita admet una base ortonormal, que es pot obtenir a partir d'una base arbitrària mitjançant el procés d'ortogonalització de Gram–Schmidt.
En anàlisi funcional, el concepte de base ortonormal es pot generalitzar a espais prehilbertians de dimensió arbitrària. Donat un espai prehilbertià H, una base ortonormal per H és un conjunt ortonormal de vectors amb la propietat que tot vector de H es pot escriure com a combinació lineal infinita dels vectors de la base. En aquest cas, de vegades es diu que la base ortonormal és una base de Hilbert de H. Notem que, en general, una base ortonormal no és una base de Hamel, perquè suposem combinacions lineals infinites. Més específicament, el subespai vectorial generat per la base ha de ser dens dins H, però no té per què ser l'espai sencer.

## Exemples
- El conjunt de vectors {e1 = (1, 0, 0), e₂ = (0, 1, 0), e₃ = (0, 0, 1)} (la base canònica) forma una base ortonormal de ℝ3.

- El conjunt {fn : n ∈ ℤ} on fn(x) = exp (2πinx) forma una base ortonormal de l'espai de funcions amb integral de Lebesgue finita, L²([0,1]), respecte a la norma euclidiana. Aquest exemple és fonamental en l'estudi de les sèries de Fourier.
- El conjunt {eb : b ∈ B} on eb(c) = 1 si b = c i 0 altrament forma una base ortonormal de ℓ 2 (B).
- Les funcions pròpies d'un problema de Sturm-Liouville.
- Una matriu ortogonal és una matriu les columnes de la qual formen un conjunt ortonormal.

## Fórmula bàsica
Si B és una base ortogonal de H, llavors tot element x de H es pot escriure com
{\displaystyle x=\sum _{b\in B}{\langle x,b\rangle  \over \lVert b\rVert ^{2}}b.}
Si B és ortonormal, llavors tenim
{\displaystyle x=\sum _{b\in B}\langle x,b\rangle b}
i podem calcular la norma de x com
{\displaystyle \|x\|^{2}=\sum _{b\in B}|\langle x,b\rangle |^{2}.}
Encara que B sigui no numerable, només una quantitat numerable d'aquests termes seran no-nuls i, per tant, l'expressió està ben definida. Hom diu que aquesta suma és l'expansió de Fourier de x, i la fórmula es coneix com a identitat de Parseval.
Si B és una base ortonormal de H, llavors H és isomorf a ℓ 2(B) en el sentit següent: existeix un operador lineal bijectiu Φ : H → ℓ 2(B) tal que
{\displaystyle \langle \Phi (x),\Phi (y)\rangle =\langle x,y\rangle }
per a x i y qualssevol de H.

## Conjunts ortogonals incomplets
Donats un espai de Hilbert H i un conjunt S de vectors mútuament ortogonals de H, podem prendre V el subespai lineal tancat més petit de H que conté S. Llavors S és una base ortogonal de V. Si V és més petit que H, llavors S és un conjunt ortogonal incompet; en canvi, si V és igual a H, llavors S és un conjunt ortogonal complet.

## Existència
Mitjançant el lema de Zorn i el procés d'ortogonalització de Gram–Schmidt (o simplement usant les propietats d'ordenació i la recursió transfinita), hom pot demostrar que tot espai de Hilbert adment una base i, per tant, una base ortonormal. Addicionalment, dues bases ortonormals qualssevol d'un mateix espai tenen la mateixa cardinalitat. Un espai de Hilbert és separable si i només si admet una base ortonormal numerable (hom pot demostrar aquest últim resultat sense haver de fer servir l'axioma de l'elecció).

## Base ortonormal com a espai homogeni
El conjunt de bases ortonormals d'un espai és un espai homogeni principal del grup ortogonal O(n). En altres paraules, l'espai de bases ortonormals és com el grup ortogonal, però sense haver d'escollir un punt base: donat un espai ortogonal, no hi ha cap elecció natural de la base ortonormal, però un cop n'hem escollit una, existeix una correspondència unívoca entre les bases i el grup ortogonal.